# Dikirnis
Dikirnis (arab. دكرنس) – miasto w Egipcie, w muhafazie Ad-Dakahlijja. W 2006 roku liczyło 67 732 mieszkańców.